# Dolní Fořt
Dolní Fořt (niem.  Niederforst, Nieder-Forst, Nieder Forst) – wieś, część gminy Uhelná, położona w kraju ołomunieckim, w powiecie Jesionik, w Czechach.